# Resuspensja osadów
Resuspensja osadu – przemieszczanie się nierozpuszczalnych cząstek osadów do toni wodnej na skutek ruchu wody (np. wywołanego przez wiatr lub deszcz) i rycia w osadzie przez zwierzęta bentosowe lub bentożerne. Także podczas ciągnięcia sieci. Warunki ku temu są przede wszystkim w strefie litoralnej, o niedużej głębokości. Intensywność tego zjawiska zależy od typu miktycznego zbiornika, gdyż zachodząc intensywniej w czasie cyrkulacji, częstsze jest w zbiornikach polimiktycznych. Resuspensję utrudnia zwarte przerośnięcie osadów systemem kłączowo-korzeniowym zakorzenionych makrofitów, a nawet pokrycie dna roślinnością bezkorzeniową (wodne mchy, ramienice).
Cząsteczki wchodzące w skład zawiesiny powstającej na skutek resuspensji (tryptonu) zwiększają mętność wody. Część substancji będącej zdeponowanej w osadach dennych między innymi w wyniku resuspensji może być przywracana do obiegu w ekosystemie na zasadzie dwukierunkowej wymiany pomiędzy osadami a wodą. Jest to jeden z elementów krążenia materii w ekosystemie wodnym. Intensywna resuspensja może powodować uwalnianie unieruchomionych w osadzie biogenów i przyczyniać się do eutrofizacji.